# 東法夫足球會
東法夫足球會（East Fife Football Club，簡稱The Fife或The Fifers）成立於1903年，是位於蘇格蘭法夫的海岸城鎮梅西尔（Methil）的足球會，現時在蘇格蘭足球乙級聯賽參賽。
東法夫是首支贏取三屆蘇格蘭聯賽盃的球隊，以及唯一支以乙組（當時仍處於蘇格蘭足球聯賽系統第二級）球隊身份奪得蘇格蘭足總盃錦標。
東法夫是法夫區域四支參加高級聯賽的球隊之一，是唯一該地區命名的球隊，其餘三隊為（Cowdenbeath）、鄧弗姆林及以（Kirkcaldy）為基地的拉夫流浪，全部是東法夫的傳統敵對球隊。

## 歷史
東法夫於1903年1月成立，初期參加當地聯賽，直到1909年才加入中央聯賽（Central League）參賽；1921/22年球季蘇格蘭足球聯賽吸納中央聯賽的球隊包括東法夫組成乙組聯賽。於1927年首次晉級蘇格蘭足總盃決賽，在咸普頓公園球場以1-3負於些路迪屈居亞軍。
在戰前東法夫曾於1930/31年以乙組聯賽亞軍升班上甲組聯賽角逐一季，但隨即以墊底成績降班返回乙組。1938年東法夫以乙組球隊身份再次晉級蘇格蘭足總盃決賽，在接近92,000名球迷見證下以4-2擊敗基爾馬諾克贏取錦標。
東法夫的黃金時期是在戰後十年，1948年以當時稱為「B組聯賽」冠軍身份升班頂級聯賽，期間在7年內分別於1948年、1950年及1954年3度贏得蘇格蘭聯賽盃冠軍，並於1950年再闖蘇格蘭足總盃決賽，以0-3不敵格拉斯哥流浪無緣問鼎。而聯賽亦位處中上游，直到1957/58年球季才降班返回乙組，除這黃金十年外，東法夫只在1970年代初曾在頂級聯賽逗留3個球季。1977/78年球季更以墊底成績首次降班到第三級的乙組聯賽，1980年代及1990年代只能在第二級及第三級聯賽中浮浮沉沉。1998/99年球季更以尾二成績進一步沉淪到第四級的丙級聯賽。
而2000年代開始亦只能維持在第三級及第四級聯賽之間掙扎。

## 主場球場
灣景球場（Bayview Stadium）前稱新灣景（New Bayview），獲冠名贊助稱為「First 2 Finance 灣景球場」（First 2 Finance Bayview Stadium），位於法夫梅西尔（Methil），於1998年揭幕啟用，是蘇格蘭足球聯賽中有數的小球場，僅設有單邊看台，全坐席可以容納2,000名觀眾，但其餘三邊空地日後可供擴充之用。2008年曾有計畫在近海一邊增建有蓋看台，但由於環球金融危機而被擱置。
球場位處福士河河口，其旁為已停用的「梅西尔发电厂」（Methil Power Station），在2011年拆卸後可改善周邊環境。

## 榮譽
- 蘇格蘭足總盃
  - 冠軍（1）：1938年；
  - 亞軍（2）：1927年、1950年；
- 蘇格蘭聯賽盃
  - 冠軍（3）：1948年、1950年、1954年；
- 蘇格蘭「B」組聯賽
  - 冠軍（1）：1948年；
- 蘇格蘭丙組聯賽
  - 冠軍（1）：2008年；
- 蘇格蘭資格賽盃（Scottish Qualifying Cup）
  - 冠軍（1）：1921年；

## 著名球員
- 史蒂夫·阿奇博尔德（Steve Archibald）
- 肯尼·德查尔（Kenny Deuchar）
- 戈登·杜里（Gordon Durie）

## 外部連結
- 東法夫官網